# Réserve indienne de Fort Berthold
Fort Berthold est une réserve indienne américaine située dans le Dakota du Nord qui abrite des membres de la nation Mandan, Hidatsa et Arikara.

## Démographie
| Groupe            | Fort Berthold | Dakota du Nord | États-Unis |
| ----------------- | ------------- | -------------- | ---------- |
| Amérindiens       | 71,8          | 5,4            | 0,9        |
| Blancs            | 23,8          | 90,0           | 72,4       |
| Métis             | 3,4           | 1,8            | 2,9        |
| Autres            | 1,0           | 2,8            | 23,8       |
| Total             | 100           | 100            | 100        |
|                   |               |                |            |
| Latino-Américains | 4,3           | 2,0            | 16,7       |

Selon l'American Community Survey, pour la période 2011-2015, 90,61 % de la population âgée de plus de 5 ans déclare parler l'anglais à la maison, 5,78 % déclare parler l'arikara et l'hidatsa, 2,12 % l'espagnol et 1,49 % une autre langue.
Le revenu par habitant était en moyenne de 24 922 dollars par an entre 2012 et 2016, largement inférieur à la moyenne du Dakota du Nord (33 107 dollars), et à la moyenne nationale (29 829 dollars). Sur cette même période, 22,5 % de la population de la réserve vivait sous le seuil de pauvreté (contre 11,2 % dans l'État et 12,7 % à l'échelle des États-Unis).

## Localités
- Four Bears Village
- Mandaree
- New Town
- Parshall
- Twin Buttes (en)
- White Shield (en)
- Sanish (en)